# Xã Miami, Quận Montgomery, Ohio
Xã Miami (tiếng Anh: Miami Township) là một xã thuộc quận Montgomery, tiểu bang Ohio, Hoa Kỳ. Năm 2010, dân số của xã này là 50.735 người.